# Синапне
Сина́пне (до 1945 року — Улу́-Сала́, крим. Ulu Sala) — село в Україні, у Бахчисарайському районі Автономної Республіки Крим. Підпорядковане Верхоріченській сільській раді. Розташоване на півдні району.

## Географія
На південно-східній стороні від села річки Стиля та Окурка впадають у Качу.

## Населення
За даними перепису населення 2001 року, у селі мешкало 311 осіб. Мовний склад населення села був таким:
| Мова              | Число ос. | Відсоток |
| ----------------- | --------- | -------- |
| українська        | 12        | 3,86     |
| російська         | 228       | 73,31    |
| кримськотатарська | 69        | 22,19    |

## Галерея

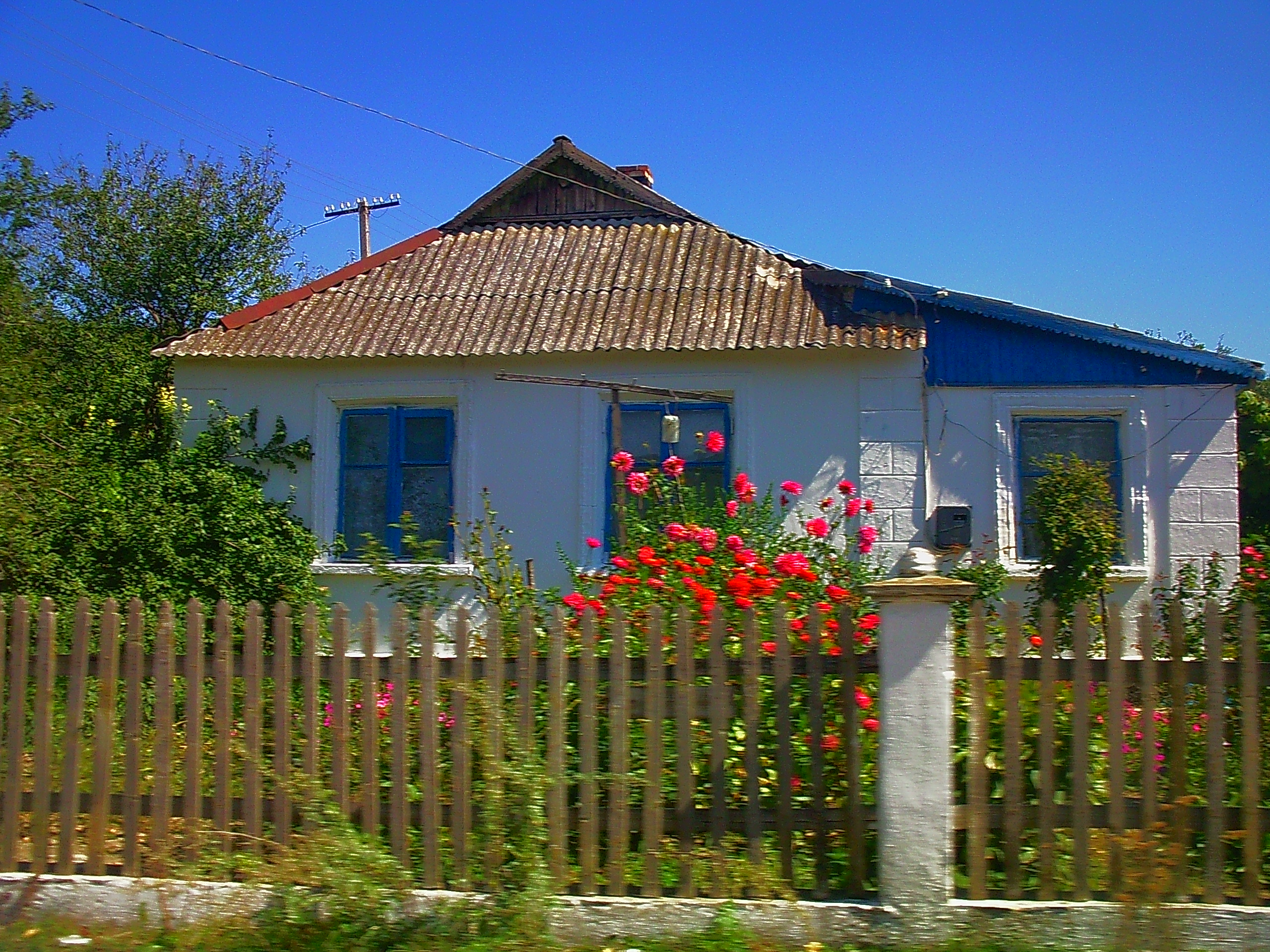
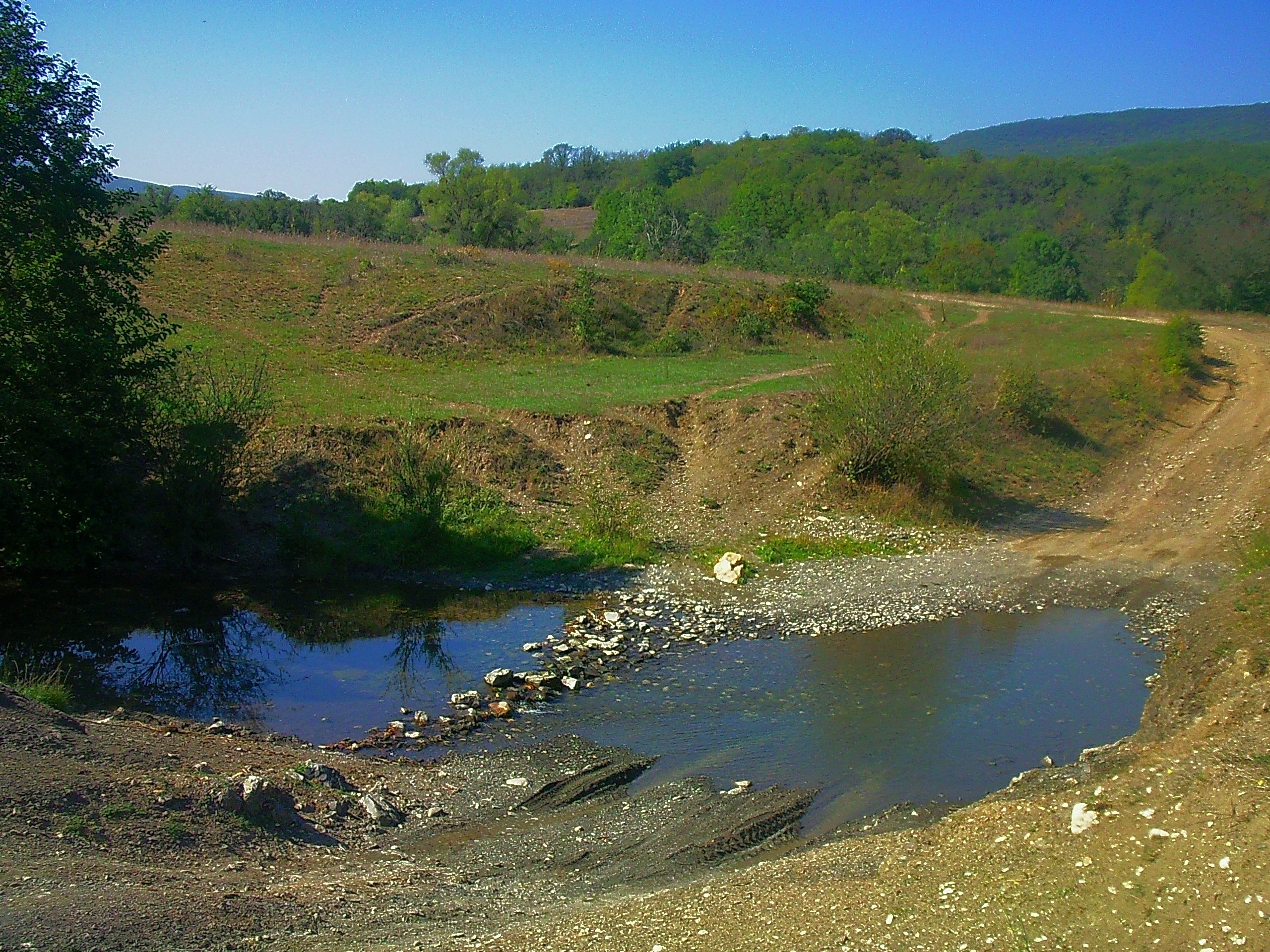
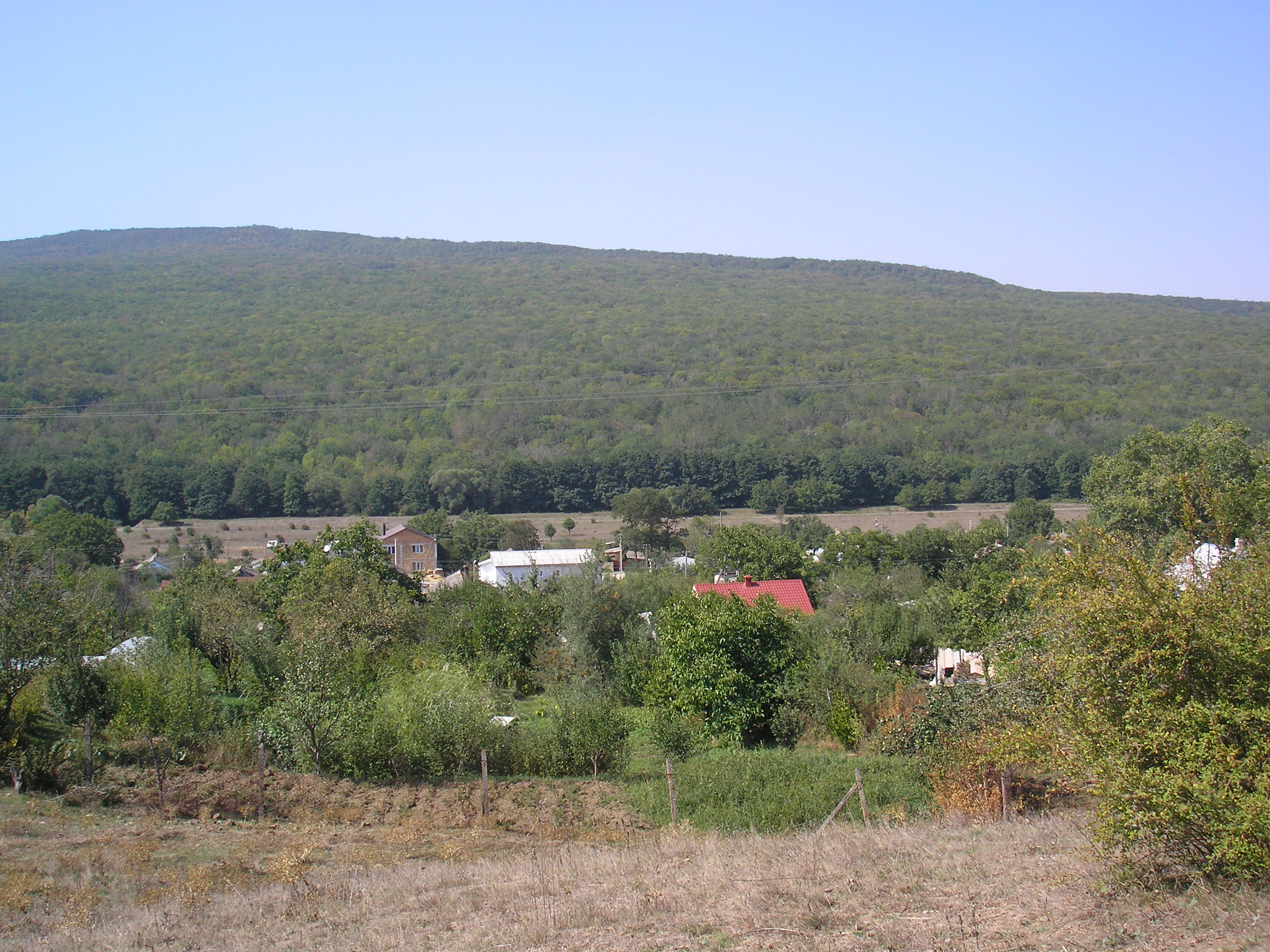
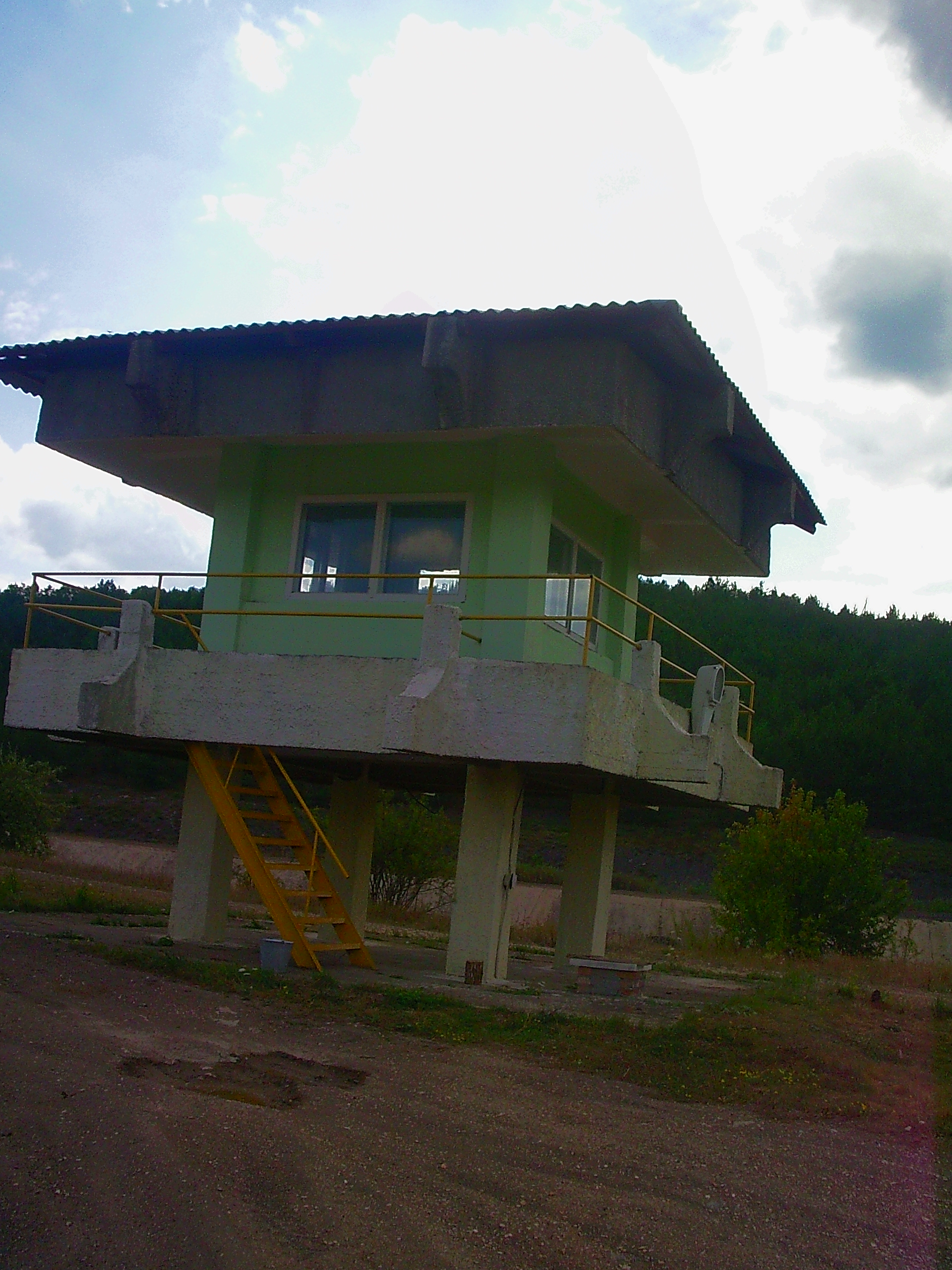
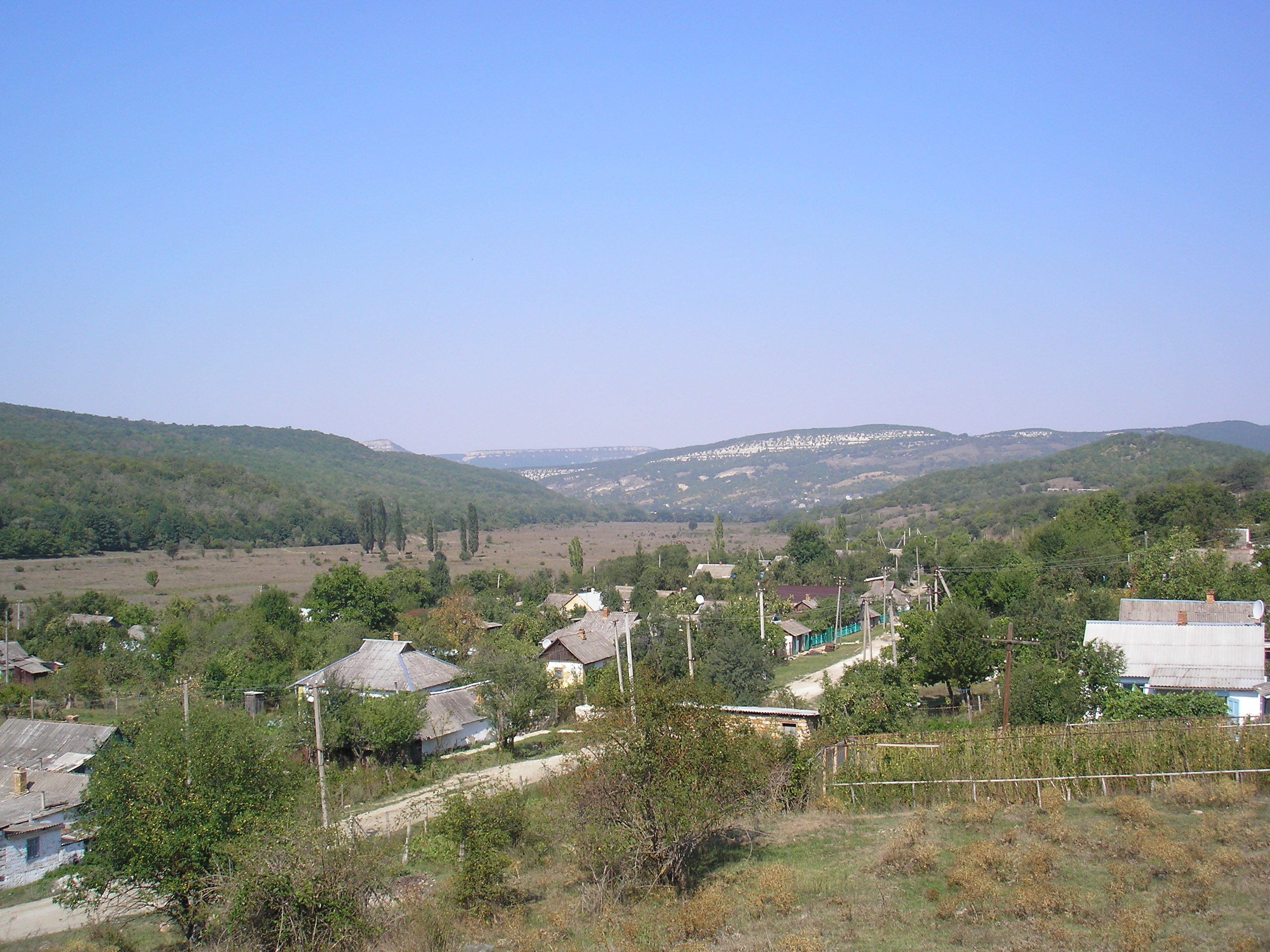
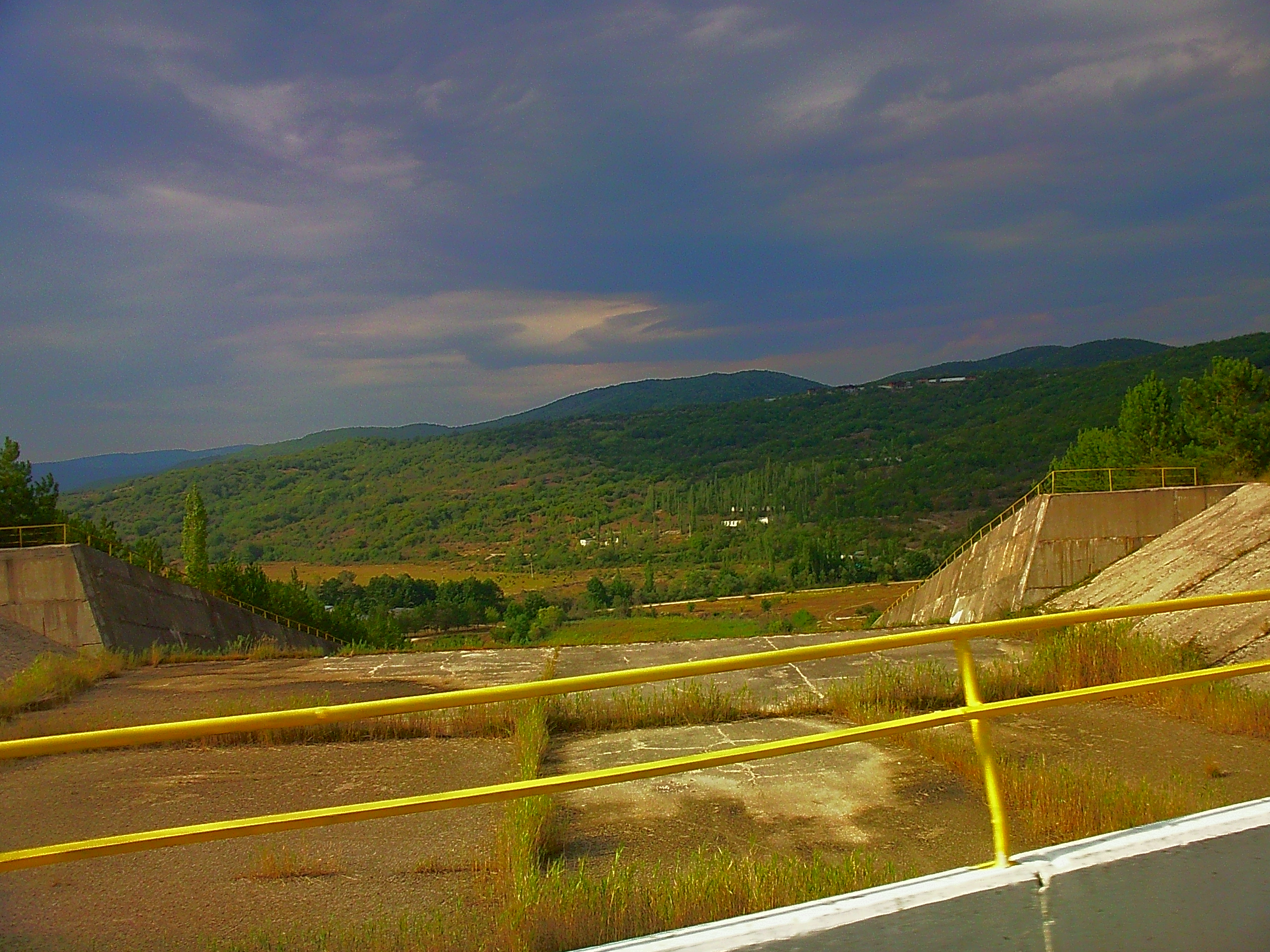

## Відомі люди
- Гаспринський Ісмаїл — кримськотатарський просвітитель, письменник, педагог, культурний та громадсько-політичний діяч.